# Oberrodenbach
Oberrodenbach ist der kleinere der beiden Ortsteile der Gemeinde Rodenbach im osthessischen Main-Kinzig-Kreis.

## Geographie
Oberrodenbach liegt am Rodenbach am Rande des Vorspessarts. Durch den Ort verläuft die Landesstraße 3268. Der nächstgelegene Bahnhof befindet sich im Nachbarort Niederrodenbach an der Bahnstrecke Frankfurt–Göttingen.

## Geschichte

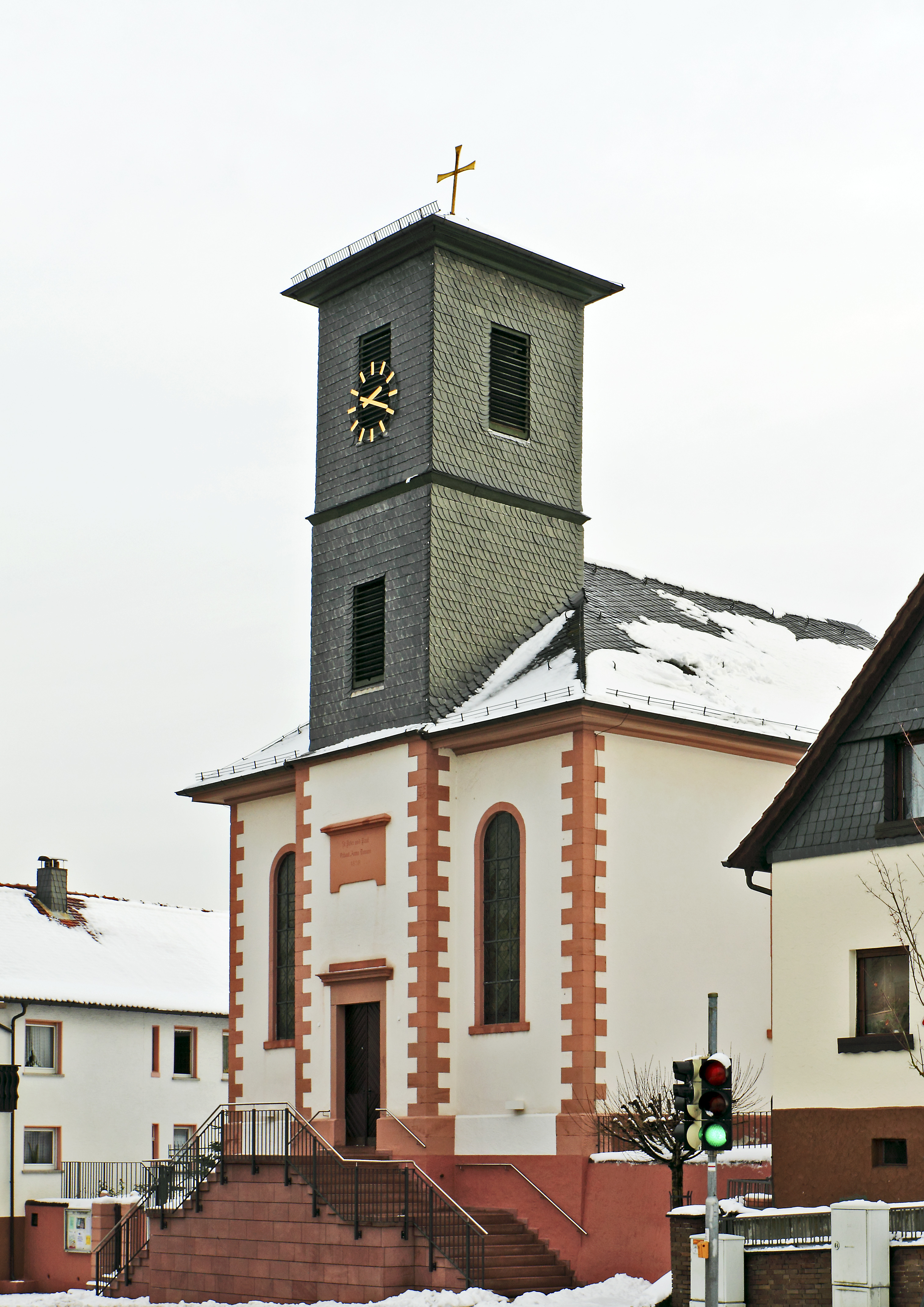
Katholische Kirche St. Peter und Paul

1338 wird Niederrodenbach erstmals als eigener Ort erwähnt. Wann die Aufteilung des 1025 erstmals genannten Ortes Rodenbach stattgefunden hat, ist nicht mehr feststellbar, jedoch muss es 1338 auch ein Oberrodenbach gegeben haben. Die katholische Kirche St. Peter und Paul wurde in den Jahren 1836/37 erbaut.

### Gebietsreform
Im Zuge der Gebietsreform in Hessen fusionierten zum 1. März 1970 die beiden bis dahin selbstständigen Gemeinden Nieder- und Oberrodenbach freiwillig zur neuen Gemeinde Rodenbach.
Ortsbezirke nach der Hessischen Gemeindeordnung wurden nicht errichtet.

### Bevölkerung
Einwohnerentwicklung
- 1729: 133 Seelen, ohne Gemeindediener und Beisassen[1]

| Oberrodenbach: Einwohnerzahlen von 1834 bis 2019 | Oberrodenbach: Einwohnerzahlen von 1834 bis 2019 | Oberrodenbach: Einwohnerzahlen von 1834 bis 2019 | Oberrodenbach: Einwohnerzahlen von 1834 bis 2019 | Oberrodenbach: Einwohnerzahlen von 1834 bis 2019 |
| --- | ------------------------------------------------ | ------------------------------------------------ | ------------------------------------------------ | ------------------------------------------------ |
| Jahr |                                                  |                                                  |                                                  | Einwohner                                        |
| 1834 | 1834                                             |                                                  | 470                                              | 470                                              |
| 1840 | 1840                                             |                                                  | 482                                              | 482                                              |
| 1846 | 1846                                             |                                                  | 495                                              | 495                                              |
| 1852 | 1852                                             |                                                  | 473                                              | 473                                              |
| 1858 | 1858                                             |                                                  | 429                                              | 429                                              |
| 1864 | 1864                                             |                                                  | 474                                              | 474                                              |
| 1871 | 1871                                             |                                                  | 429                                              | 429                                              |
| 1875 | 1875                                             |                                                  | 465                                              | 465                                              |
| 1885 | 1885                                             |                                                  | 468                                              | 468                                              |
| 1895 | 1895                                             |                                                  | 531                                              | 531                                              |
| 1905 | 1905                                             |                                                  | 553                                              | 553                                              |
| 1910 | 1910                                             |                                                  | 565                                              | 565                                              |
| 1925 | 1925                                             |                                                  | 580                                              | 580                                              |
| 1939 | 1939                                             |                                                  | 640                                              | 640                                              |
| 1946 | 1946                                             |                                                  | 824                                              | 824                                              |
| 1950 | 1950                                             |                                                  | 824                                              | 824                                              |
| 1956 | 1956                                             |                                                  | 800                                              | 800                                              |
| 1961 | 1961                                             |                                                  | 850                                              | 850                                              |
| 1967 | 1967                                             |                                                  | 1.168                                            | 1.168                                            |
| 1970 | 1970                                             |                                                  | 1.317                                            | 1.317                                            |
| 1980 | 1980                                             |                                                  | ?                                                | ?                                                |
| 1990 | 1990                                             |                                                  | ?                                                | ?                                                |
| 2000 | 2000                                             |                                                  | ?                                                | ?                                                |
| 2011 | 2011                                             |                                                  | 2.403                                            | 2.403                                            |
| 2014 | 2014                                             |                                                  | 2.388                                            | 2.388                                            |
| 2019 | 2019                                             |                                                  | 2.354                                            | 2.354                                            |
| Datenquelle: Historisches Gemeindeverzeichnis für Hessen: Die Bevölkerung der Gemeinden 1834 bis 1967. Wiesbaden: Hessisches Statistisches Landesamt, 1968. Weitere Quellen: ; Gemeinde Rodenbach:; Zensus 2011 |                                                  |                                                  |                                                  |                                                  |

Religionszugehörigkeit
 Quelle: Historisches Ortslexikon
| • 1885: | 9 evangelische (= 1,92 %), 459 katholische (= 98,08 %) Einwohner   |
| • 1961: | 87 evangelische (= 10,24 %), 752 katholische (= 88,47 %) Einwohner |

## Wappen
Am 20. Juli 1964 wurde der Gemeinde Oberrodenbach im damaligen Landkreis Hanau, Regierungsbezirk Wiesbaden, ein Wappen mit folgender Blasonierung verliehen: Von Grün und Gold wellenförmig schräg geteilt: oben zwei silberne Schlüssel gekreuzt, unten zwei grüne Rodehacken gekreuzt.